# Onthophagus lamtoi
Onthophagus lamtoi là một loài bọ cánh cứng trong họ Bọ hung (Scarabaeidae).